# MHD 발전

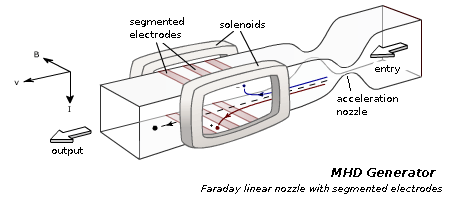
MHD 발전기

MHD 발전기(영어: MHD generator)는 열에너지와 운동에너지를 직접적으로 전기로 변환시킨다. MHD 발전기는 움직이는 부분이 없이 높은 온도에서 작동한다는 점에서 기존의 전기 발전기와 다르다. MHD 발전기의 뜨거운 배기가스는 전반적인 효율을 증가시키며 증기 발전소의 보일러를 가열할 수 있도록 개발되었다. MHD는 특히 석탄 또는 천연가스를 태울 때 토핑 사이클로서 전력 생산의 효율을 높인다. MHD의 발전기는 액체 금속을 퍼 올리고 선박 엔진의 몇 가지 실험에 적용되는 MHD propulsors의 보완물이다.
종래의 발전기와 같이 MHD 발전기는 전류를 발생시키는 자기장을 통해 도체를 움직이는 데 의존한다. MHD 발전기는 움직이는 전도체처럼 뜨거운 전도되는 플라즈마를 이용한다. 이와 대조적으로, 기계적 발전기는 이를 달성하기 위해 기계 장치의 모션을 이용한다. MHD 발전기는 기술적으로 화석연료에 실용적이지만, 복합 사이클인 증기 터빈을 강화하기 위한 가스터빈 또는 용융 탄산염 연료 전지의 배기가스 같은 더 싼 기술에 의해 따라잡혔다.
친환경적 MHD 발전기는 지구의 자기장과 태양이 이러한 자연 발전기에 생산되기 때문에 플라즈마 물리 및 지구물리학과 천체물리학 분야에 있어 관심을 가지는 활발한 영역이다.

## 원리
로런츠 힘 법칙은 일정한 자기장 내에서 이동하는 대전 입자의 효과를 설명한다. 이 법칙의 가장 단순한 형태는 벡터 방정식에 의해 주어진다.
{\displaystyle \mathbf {F} =Q\cdot (\mathbf {v} \times \mathbf {B} )}
- F는 입자에 작용하는 힘
- Q는 입자의 전하
- 'v는 입자의 속도
- 'B는 자기장의 세기

벡터 F는 오른손 법칙에 의해  v와 B에 수직이다.

## 발전
일반적으로, 컴퓨터 모델의 운영 효율에 접근하기 위한 대형 발전소를 위해서는, 전도성 물질의 전기전도도를 증가시키기 위해 여러 단계가 수행되어야 한다. 플라즈마 상태의 뜨거운 증기 또는 알칼리 금속의 염과 같은 다른 쉽게 이온화 가능한 물질의 첨가가 전기전도도를 증가시킬 수 있다. 실제로, MHD generator의 이용에서 고려되어야 할 문제: 발전기 효율성, 경제성, 독성 부산물. 이 문제들은 세 개의 MHD 발전기 디자인: 패러데이 발생기, 홀 생성기, 디스크 생성기 중 하나의 선택에 의해 영향을 받는다.

### 패러데이 발생기
패러데이 발생기는 탬스 강에서 그 효과를 처음 본 사람의 이름을 딴 것이다. 간단한 패러데이 발생기는 쐐기 모양의 파이프 또는 비전도성 튜브로 구성된다. 상당한 수직 자기장의 존재 하에 전도성 유체가 튜브를 통해 전기적으로 흐를 때, 전극을 자기장과 90도로 놓음으로써 전원에서 전하가 유도된다.
밀도와 사용하는 필드의 유형에 제한이 있다. 추출될 수 있는 많은 전력은 양 관의 단면적과 전도의 속도에 비례한다. 전도성 물질 또한 이 과정에 의해 냉각되고 느려진다. MHD 발전기는 일반적으로 1000°C이상 되는 플라즈마의 온도에서 전도성 물질의 온도를 낮춘다.
패러데이 발전기의 주된 실용적인 문제는 덕트의 측면의 전극을 통한 유체의 차동 전압 및 전류이다. 가장 강력한 폐기물은 홀 효과 전류로부터이다. 이는 패러데이 덕트를 매우 비효율적으로 만든다. 대부분의 정제된 MHD 발전기가 이 문제를 해결하기 위해 노력했다. 최적의 자기장이 있는 덕트 형 MHD 발전기가 안장 형상의 일종이다. 이 필드를 얻으려면, 큰 발전기는 매우 강력한 자석이 필요하다. 많은 연구 그룹은 초전도 자석을 이러한 목적으로 맞추기 위해 노력했다

### 홀 발생기
일반적인 해결방법은 유체에서 흐르는 전류를 만들기 위해 홀 효과를 이용하는 것이다. 일반적인 방식은 덕트의 측면에 짧은 수직 전극 배열을 배치하는 것이다. 덕트의 첫 번째 및 마지막 전극은 전력을 부하시킨다. 각 다른 쪽 전극은 덕트의 반대쪽의 전극에 단락된다. 패러데이 전류는 이러한 누전 유체 내에서 강력한 자기장을 유도한다. 이차 유도 필드는 첫 번째 및 마지막 전극 사이 무지개 모양의 전류 흐름을 만든다.
손실은 패러데이 발생기보다 적고, 최종 유도 전류의 단락이 적기 때문에, 전압이 더 높다. 그러나 물질 흐름의 속도는 패러데이 전류를 잡기 위해 상쇄된 중간 전극을 요구하기 때문에, 이러한 설계는 문제가 있다. 부하의 변화에 따라, 유체 흐름의 속도는 변하고, 의도 전극으로 패러데이 전류를 방해하고, 발전기의 효율이 그 부하에 매우 민감하게 반응한다.

### 디스크 생성기

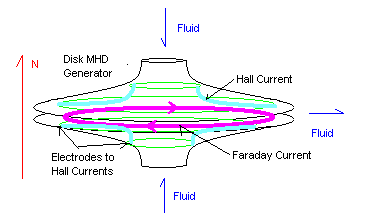
현재의 흐름을 보여주는 디스크 MHD 발전기의 다이어그램

세 번째로, 현재, 가장 효율적인 설계는 홀 효과 디스크 생성기이다. 이 디자인은 현재 MHD 생성을 위한 효율과 에너지 밀도의 기록을 보유하고 있다. 디스크 생성기는 디스크의 중앙 사이에 흐르는 유체와 가장자리를 감싸는 덕트가 있다. 자기 여기 필드는 디스크 위와 아래의 원형의 헬름홀츠 코일에 의해 만들어진다. 패러데이 전류는 디스크의 주변에 완벽히 단락되어 흐른다. 홀 효과 전류는 중심 근처의 링 전극과 주변부 근처의 링 전극 사이에서 흐른다.
본 설계의 또 다른 중요한 이점은 자석이 효율적이라는 것이다. 첫째, 단순한 병렬 필드 라인을 가지고 있다. 둘째, 유체가 디스크에서 처리되기 때문에, 자석이 유체에 접근 할 수 있고, 자계 강도는 거리의 7배 파워로 증가한다. 마지막으로, 상기 발전기가 전력을 위해 조밀하므로 자석 또한 작다. 그 결과 자석이 생성된 전력의 매우 낮은 비율을 사용한다.

### 발전기 효율
1994년, 기록폐쇄 사이클 디스크 MHD 발전기에 대한 22%의 효율성 기록이 도쿄 기술 연구소에서 세워졌다. 이 실험의 최대 엔탈피 추출은 30.2 %에 달했다. 일반적인 오픈 사이클 홀 및 덕트 석탄 MHD 발전기는 17% 가까이로 감소했다. 이러한 효율성은 유틸리티 발전에 있어서 기존의 랭킨 사이클 발전소가 쉽게 40%에 도달한 것 자체로 MHD를 매력적이지 않게 했다.
그러나 화석 연료를 이용한 MHD 발전기의 연소는 종래의 증기 보일러의 화염만큼이나 뜨겁다. 증기를 만들기 위해 보일러에 그 배기가스를 전송함으로써 MHD와 증기 랭킨 사이클이 화석 연료를 일반적인 석탄 식물의 40%에 비해 약 60%까지 효율을 높여 전기로 변환시킬 수 있다.
자기 유체 역학 발전기도 원자로(중 핵분열 또는 핵융합 )에 의해 가열된다. 이러한 유형의 원자로는 2000°C이상의 높은 온도에서 작동한다. 기존의 열 교환 전에 자기 유체 역학 발전기에 냉각제를 주입하여 약 60 %의 효율을 실현할 수 있다. 한 가지 전도성의 가능한 냉각수는 용융염 원자로의 용융염이다.
MHD 발전기는 또한 몇몇의 특별한 상황에 제안되어 왔다. 잠수함에서 액체 금속을 사용한 저속 MHD 발전기는 시끄러운 기계 소음의 원인을 제거하여 거의 소음이 없을 것이다. 우주선과 무인 지역에서는 저속 금속 MHD 발전기가 태양 광 원자력 또는 동위 원소 열원과의 연결에서 신뢰성이 높은 발전기로 제안되었다.

### 경제성
비슷한 효율성을 가진 다른 기술이 적은 주기의 투자비용을 가지고 있기 때문에 MHD 발전기는 대규모 질량 에너지 변환을 위해 사용되지 않았다. 천연 가스 터빈의 발전은 터빈의 배기가스가 랭킨 사이클 증기 공장을 구동함으로써 낮은 비용으로 유사한 열 효율성을 달성했다. 석탄에서 더 많은 전기를 얻기 위해서는, 단순히 저온 증기 발생 용량을 추가하는 것이 더 저렴하다.
석탄을 연료로 하는 MHD 발전기는 연소 터빈의 강력한 사이클과 유사한 브레이턴 사이클의 유형이다. 그러나 연소 터빈과는 달리 움직이는 기계 부품이 없고, 전기 전도성 플라즈마가 이동하는 전기 도체를 제공한다. 양극과 음극 도선은 발생 전기를 수집하는 동안 측벽과 전극 단지 내의 압력을 견디지 못한다. 모든 브레이턴 사이클은 열 엔진이다. 이상적인 브레이턴 사이클은 카르노 사이클 효율과 동등한 이상적인 효율을 가진다. 따라서 MHD 발전기에서 높은 에너지 효율을 위한 잠재력이 있다. 모든 브레이턴 사이클 효율은 소성 온도가 높을수록 높아질 가능성이 있다. 연소 터빈은 공기/물 또는 증기 냉각 회전 에어 포일의 힘에 따라 최대 온도가 제한되어 있지만, 오픈 사이클 MHD 발전기에 교체 할 수 있는 부품이 없다. 온도에서 상부 결합이 연소 터빈의 에너지 효율을 제한한다. MHD 발전기에서 브레이턴 사이클 온도의 상부 결합은 제한되지 않는다, 그래서 본질적으로 MHD 발전기는 에너지 효율에 대한 높은 잠재적인 능력이 있다.
선형의 석탄 연료 MHD 발전기가 작동 할 수 있는 온도는 여러 요인에 의해 제한된다. (a) 연소 연료, 산화제, 및 사이클의 최고 온도를 제한하기 위한 산화제 예열 온도; (b) 측벽을 보호하고 용융으로부터 전극을 보호하는 기능; (c)플라즈마로부터 직류를 뺏어서 전극에 나쁜 영향을 주는 높은 전류나 원호와 결합된 뜨거운 슬래그로 코팅된 벽으로부터의 전기 화학적 공격으로부터 전극을 보호하는 능력, 및 (d) 각각의 전극 간의 전기 절연체의 능력 따라. 산소/공기와 높은 산화제의 예열의 석탄 MHD 발전소는 아마도 약 4200℃의 칼륨 시드 플라즈마를 제공할 것이다. F, 10기압의 압력, 마하 1.2의 확장을 시작한다. 이 공장은 산화제의 예열, 그리고 복합 화력 스팀 생성으로 MHD 배기가스 열을 회수한다. 이 기술이 사용될 수 있는 1989년 6월 발표 된 1000 MWe 고급 석탄 화력 MHD/증기 화력 발전소에 대한 DOE 투자 타당성 연구에 따르면, 큰 석탄 화력 MHD 복합 화력 발전소가 다른 석탄 연료 기술처럼 60%의 HHV 에너지 효율을 달성할 수 있다는 것을 보여준다, 따라서 낮은 운영비용에 대한 가능성이 존재한다.
그러나 이러한 악 조건이나 크기에서 실행된 테스트는 없고, 테스트중인 더 큰 MHD 발전기는 지금 없다. 상용 석탄 연료 MHD 디자인에 대한 신뢰를 제공하기 위해 부적절한 신뢰성 실적만 단지 있다.
연료로서 천연 가스를 사용한 러시아의 U25B MHD 테스트는 초전도 자석을 사용하고, 1.4 메가 와트의 출력을 내었다. 석탄 화력 MHD 발전기 테스트는 1992년에 미국 에너지 부 (DOE)는 뷰트, 몬태나의 구성 요소 개발 및 통합 기능 (CDIF)에서 큰 초전도 자석에서 MHD 전력을 생산함으로써 투자되었고, 이 테스트 중 어느 것도 기술의 상업적 내구성을 확인하기 위해 오랜 기간 충분히 실시되지 않았다. 어떤 테스트도 설비의 상용 장치를 위한 큰 규모는 없었다.
초전도 자석은 큰 기생 손실을 제거하기 위해 큰 MHD 발전기에 사용된다: 전자석에 에너지를 공급하기 위해 필요한 전력. 한 번 충전된 초전도 자석은 더 전력을 소비하지 않고, 4테슬라 이상의 강한 자기장을 개발할 수 있다. 자석의 유일한 기생 부하는 냉장을 유지하고, 비 임계 연결을 위한 작은 손실을 만회하기 위함이다.
높은 온도 때문에, 채널의 비 전도성 벽은 산화를 지연시키기 위해 이트륨 또는 산화 지르코늄 같은 심히 내열성 물질로 구성되어야 한다. 유사하게, 전극은 고온에서 전도성과 내열성이 모두 있어야한다. CDIF의 AVCO 석탄 연료 MHD 발전기는 백금, 텅스텐, 스테인레스 스틸, 전자 전도 세라믹을 씌운 수랭식 구리 전극으로 테스트하였다.

### 독성 부산물
MHD는 위험 화석 연료 폐기물의 전체적인 생산을 감소시킨다. 이는 공장의 효율성을 증가시킨다. MHD의 석탄 발전소에서, 미국에서 개발된 특허인 상업적 "Econoseed"프로세스 (아래 참조)는 연도 기체 세정장치 의해 잡힌 플라이 애쉬에서 칼륨 이온 씨앗을 재활용했다. 그러나 이 장비는 추가 비용이 든다. 용융 금속이 MHD 발전기의 전기자 유체인 경우, 처리는 전자기학과 채널의 냉각수를 이용해야 한다. 일반적 MHD 유체로서 사용될 알칼리 금속은 물과 격렬하게 반응한다. 또한, 뜨거워지고 대전된 알칼리 금속 및 채널 세라믹의 화학 부산물은 독성이 있고 환경적으로 지속될 수 있다.

## 같이 보기
- 자성 유체

## 참고 자료
- Hugo K. Messerle, "Magnetohydrodynamic Power Generation", 1994, John Wiley, Chichester, Part of the UNESCO Energy Engineering Series (This is the source of the historical and generator design information).
- Shioda, S. "Results of Feasibility Studies on Closed-Cycle MHD Power Plants", Proc. Plasma Tech. Conf., 1991, Sydney, Australia, pp. 189–200.
- R.J. Rosa, "Magnetohydrodynamic Energy Conversion", 1987, Hemisphere Publishing, Washington D.C.
- G.J. Womac, "MHD Power Generation", 1969, Chapman and Hall, London.

### 관련 연구
- Magnetohydrodynamics and the Lorentz Force Law
- MHD generator Research at the University of Tennessee Space Institute (archive) - 2004
- Model of an MHD-generator at the Institute of Computational Modelling, Akademgorodok, Russia - 2003
- The Magnetohydrodynamic Engineering Laboratory Of The University Of Bologna, Italy - 2003